# Ancestors (Mario-Pavone-Album)
Ancestors ist ein Jazzalbum des Mario Pavone Double Tenor Quintet. Die am 15. Januar 2008 in den Systems Two Studios, Brooklyn, New York City, entstandenen Aufnahmen erschienen 2008 auf dem Label Playscape Recordings. Das Album war Pavones 19. Veröffentlichung als Bandleader und gleichzeitig seine zehnte Aufnahme für das Label des Gitarristen Michael Musillami.

## Hintergrund
Der Bassist, Komponist und Arrangeur Mario Pavone nahm sein Album Ancestors mit den beiden Saxophonisten Tony Malaby und Jimmy Greene sowie dem Pianisten Peter Madsen und dem Schlagzeuger Gerald Cleaver auf. Weitere Arrangements trugen Dave Ballou, Michael Musillami und Steven Bernstein bei.
Dies ist Madsens neunte Aufnahme mit dem Bassisten und Malabys vierte, während Cleaver bei Orange (Playscape, 2003) mitwirkte und Jimmy Greene auf Totem Blues (Knitting Factory, 2000) zu hören war.

## Titelliste
- Mario Pavone Double Tenor Quintet: Ancestors

1. Ancestors 9:27
2. Strata Blue 5:50
3. Tomes 6:00
4. Iskmix 7:08
5. Arc For Puppy 7:56
6. Beige Structure 1:20
7. Pachuca 5:32
8. Andrew 7:55

Alle Kompositionen stammen von Mario Pavone.

## Rezeption
Michael G. Nastos verlieh dem Album in Allmusic vier Sterne und schrieb, der hoch aufragende Ansatz mit den zwei Tenorsaxophonen stehe bei Ancestors im Mittelpunkt und nutze zwei der besten, erfahrenen und individualistischen Saxophonisten des Modern Jazz – Tony Malaby und Jimmy Greene. Mit dem unterschätzten, aber großartigen Pianisten Peter Madsen und Schlagzeuger Gerald Cleaver, einem „zuverlässigen Moloch“ hatte Pavone „eine wirklich überlegene Combo, eine der besten, der Bassist jemals gesehen“ habe. Das Album beginne mit dem Titelstück, einem komplexen Post-Bop-Stück mit einer Klangqualität von Malaby und Greene, die der unverwechselbaren zeitgenössischen Paarung von Dave Binney und Chris Potter sehr ähnlich sei. Der 2007 verstorbene Andrew Hill wiederum sei ein starker Einfluss für Pavone gewesen, zu hören in den modalen Spielweisen in „Andrew“. Das Album dürfte zu Pavones besten Aufnahmen gehören, resümiert der Autor, und verdiene Berücksichtigung als eine der besten Jazz-CD des Jahres 2008.

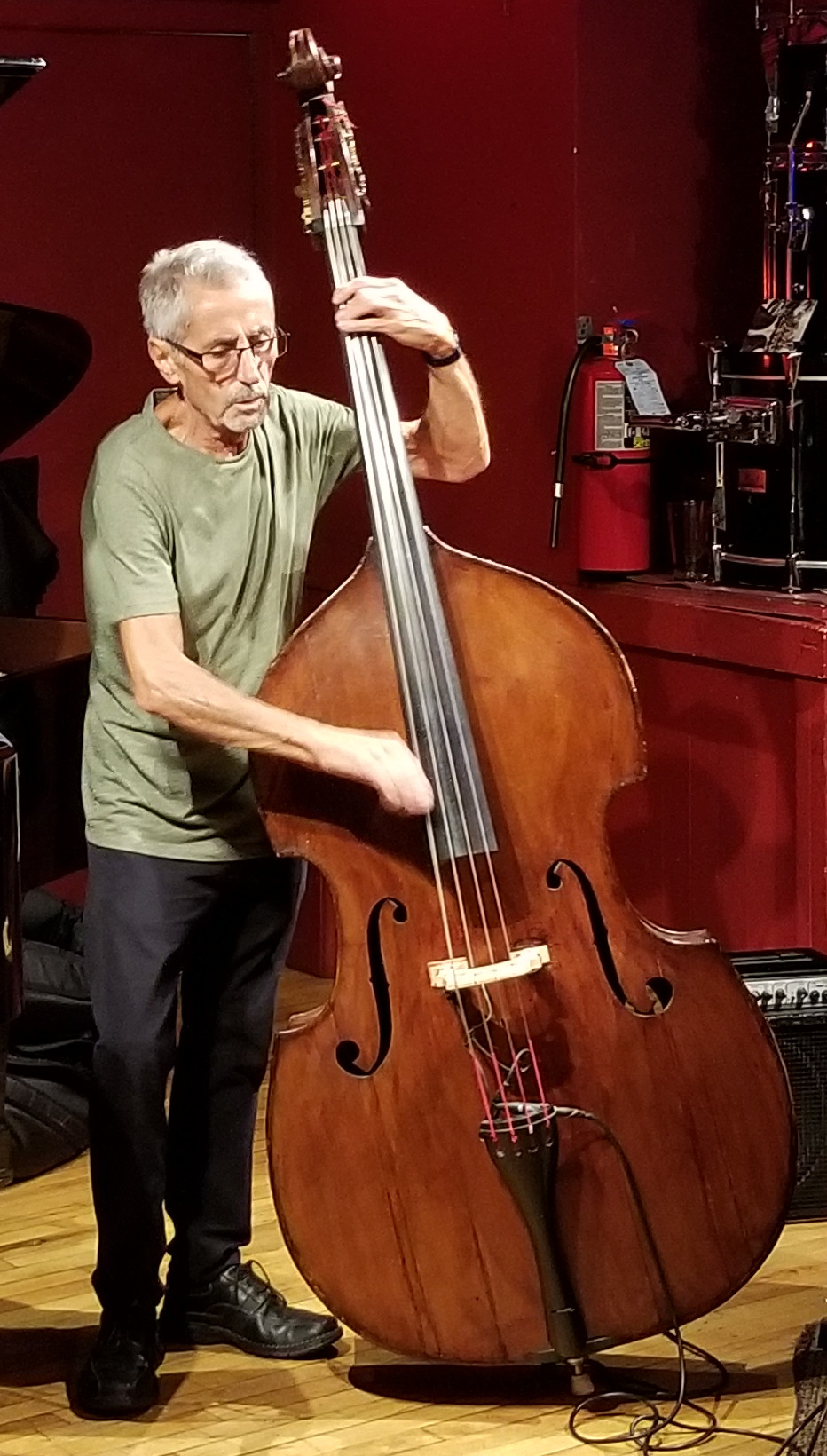
Mario Pavone (2018)

Nach Ansicht von Mark Corroto, der das Album in All About Jazz rezensierte, vereint das Double Tenor Quintet Pavones langjährige Mitarbeiter – Gerald Cleaver und Peter Madsen – zu einer neuen und sehr bewegenden Kombination. Das Feuerwerk hier werde durch die Paarung von zwei kraftvollen Saxophonisten, Tony Malaby und Jimmy Greene, mit dieser aufgeladenen Rhythmusgruppe ausgelöst. Wie der Bandleader würden seine Gastarrangeure dichte Formate bevorzugen, die in einem herausfordernden Fahrplan gespielt werden.
Ebenfalls in All About Jazz schrieb Troy Collins, Pavone widme sich den legendären Meistern Andrew Hill und Dewey Redman, und er huldige ihrem Erbe mit einem robusten, unermüdlichen Aufnahme, die reich an gefühlvoller Intensität und harmonischer Komplexität sei. Pavones Inside-Outside-Improvisationsästhetik umfasse das Ausdruckspotential des Free Jazz, ohne die zugänglichen Eigenschaften von Hard Bop zu beeinträchtigen. Als kommandierender Bassist und kluger Komponist setzten seine Kompositionen eine Vielzahl zukunftsweisender Techniken ein, darunter wechselnde Rhythmen, oszillierende Tempi und variable Dynamik. Das Quintett moduliere fließend zwischen anmutiger Präzision und elegantem Verzicht, und es verlasse sich bei der Navigation durch diese labyrinthischen Stücke auf ausgeprägte Fähigkeiten des Zuhörens und eines geschickten Zusammenspiels.